# Lentinus caespiticola
Lentinus caespiticola är en svampart som beskrevs av Pat. & Har. 1900. Lentinus caespiticola ingår i släktet Lentinus och familjen Polyporaceae.   Inga underarter finns listade i Catalogue of Life.